# Болгарские руны
Болгарские руны — руническая письменность народа протоболгар (булгар, древних болгар), употреблялась в VI—X веках, некоторое время — на Балканах параллельно с кириллицей. Параллельно у протоболгар в Причерноморье и у волжских булгар была в ходу так называемая доно-кубанская письменность, которая напрямую не связана с болгарскими рунами.
Самые значительные находки сделаны в Мурфатларе (Румынии) и в первой болгарской столице Плиске. Согласно мнению тюрколога И. Л. Кызласова, «составленная из разнородных знаков, имеющих и греческие, и кириллические, и тамговые особенности, самобытные формы и лигатуры, эта письменность, несмотря на ряд её руноподобных знаков, не похожа ни на один из известных алфавитов тюркоязычных народов. Её не следует ни относить к руническим, ни называть таковой». Однако ему оппонируют другие исследователи протоболгарских рун: например, болгарский профессор Рашо Рашев, который относит протоболгарские руны к руническому типу письменности, распространённому от Центральной Азии до Европы. Профессор из Болгарии В. Бешевлиев также называет болгарскую письменность «рунической»; по мнению Бешевлиева, как и у германцев, у протоболгар руны имели больше магическое значение.

## Попытки дешифровки
К настоящему моменту булгарская письменность не имеет общепризнанной дешифровки. Проблема связана со скудностью материала.

### Тюркская теория

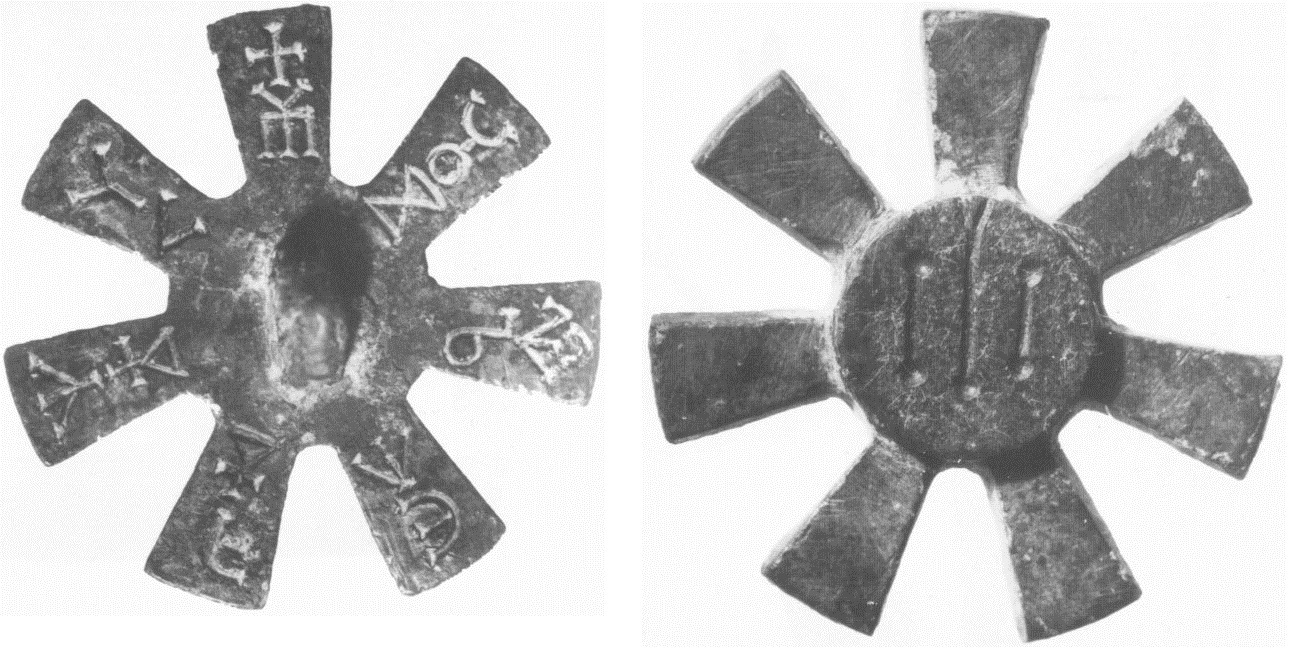
Розетка из Плиски. Бронзовый артефакт, демонстрирующий протоболгарские руны.

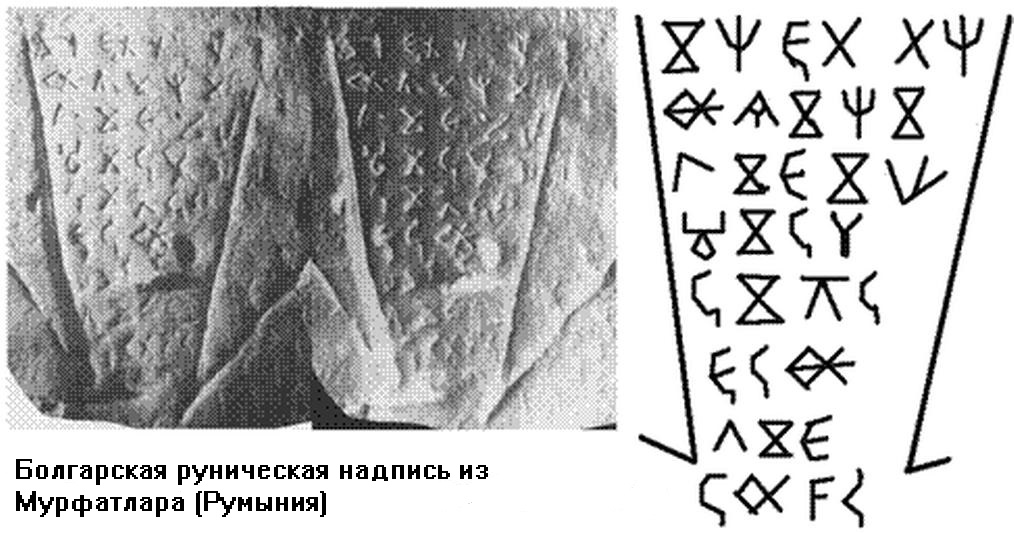
Пример болгарских рун из Мурфатлара (Румыния)

Согласно теориям тюркологов, булгары были народом тюркского происхождения. По этой причине попытки дешифровки основаны на тюркской лексике и орхоно-енисейской письменности. Однако попытки дешифровки не имели успеха среди тюркологов.

### Восточноиранская теория
По неакадемической версии, которую поддерживают экономический историк Петр Добрев, врач Живко Гочев Войников и др., болгарские руны написаны на языке иранской группы и происходят от памиро-иссыкского письма, также не дешифрованного. По мнению П. Добрева, в отличие от орхоно-енисейских рун, они писались и читались слева направо. При дешифровке болгарских рун Добрев использовал «метод» Г. Ф. Турчанинова. В результате язык протобулгар был определён как восточноиранский и близкий к памирским языкам. В качестве дополнительного доказательства своей теории П. Добрев приводит надписи на протоболгарском языке греческим письмом, определяя язык надписей как индо-европейский, находящий аналогии в иранских языках. На сегодняшний день, несмотря на то, что дешифровка была в целом удачной, она не получила широкого признания. Дальнейшие исследования рун продолжил Ж. Войников.
Некоторые руны из булгарского рунического алфавита аналогичны глаголице и кириллице, в частности буквы б, е-двойное, дз(ѕ), і(І), ъ, ь, ж, з, у, ф, ц(џ), ч, ш, щ(ⱋ), э(Ⰵ) и носовые гласные.

132 знака, связанных с протоболгарами (по П. Добреву)